# هشام بوعويش
هشام بوعويش (مواليد 16 يونيو 1974، الخميسات) هو عداء مسافات طويلة مغربي، متخصّص في 3000 متر موانع.

## المسار الرياضي
أنهى السباق في المركز الحادي عشر في دورة الألعاب الأولمبية الصيفية لعام 1996، كما أحرز المركز الخامس في بطولة العالم لألعاب القوى 1997، والحادي عشر في نهائي الجائزة الكبرى في السنة نفسها. أفضل توقيت شخصي له هو (8 دقائق و10 ثوانٍ 10 أجزاء من الثانية)، حقّقهُ في يوليو 1998 بمدينة نيس.
وفي بطولة العالم للعدو الريفي 1998 بمراكش، احتل بوعويش المركز التاسع في السباق القصير، وفاز بميدالية فضية مع الفريق المغربي. كان صاحب الميدالية الفضية في سباق الحواجز في ألعاب البحر الأبيض المتوسط 1997.

## السّجن
سنة 2000، توبع بوعويش بتهمة جناية القتل في حقّ دركي فرنسي، وجناية السرقة الموصوفة ومحاولة السرقة والمساهمة فيها، وقضت غرفة الجنايات بمحكمة الاستئناف بالرباط بسجنه مدة 30 سنة، وأداء تعويض مدني لفائدة عائلة الضحية قدره 600 ألف درهم.
وقبل اعتقاله، كان بوعويش قد تمكن من الدخول إلى المغرب، بعد أن استطاع الفرار من جميع الأجهزة الأمنية التي لاحقته، قبل أن يُلقي عليه القبض ويقدم للمحكمة، التي أصدرت عقوبة السجن في حقه لمدة 30 سنة، رغم إنكاره ارتكاب الجريمة، وادعائه أنه هرب صوب المغرب خوفا من إلصاق تهمة القتل به.
في 5 يونيو 2020، غادر بوعويش أسوار السجن، بعدما قضى فيه 20 سنة. 

## روابط خارجية
- هشام بوعويش على موقع الاتحاد الدولي لألعاب القوى (الإنجليزية)
- هشام بوعويش على موقع أوليمبيديا (الإنجليزية)